# Satyrium foliosum
Satyrium foliosum är en orkidéart som beskrevs av Olof Swartz. Satyrium foliosum ingår i släktet Satyrium och familjen orkidéer. Inga underarter finns listade i Catalogue of Life.